# Next Girl
«Next Girl» (с англ. — «Следующая девушка») — песня американской исполнительницы кантри-музыки Карли Пирс. Она была выпущена в сентябре 2020 года в качестве ведущего сингла с её третьего студийного альбома 29: Written in Stone и с мини-альбома 29 (EP). Песня была записана в традиционном стиле кантри, вызывая ассоциации с исполнительницами кантри 1990-х годов. Пирс написала эту песню вместе с Шейном МакАналли и Джошем Осборном.

## История
До записи «Next Girl» Пирс добилась успеха с синглом «I Hope You’re Happy Now». Дуэт с Ли Брайсом стал хитом номер один и был спродюсирован давним соавтором Пирса — Busbee. Во время успеха Busbee умер от осложнений, вызванных опухолью мозга. Эта потеря обескуражила Пирс, которая не была уверена в своих дальнейших музыкальных шагах. Она решила написать песню, которая имела бы более традиционное звучание и воплощала бы в себе черты песен, записанных её музыкальными героями: Патти Лавлесс, Рибы Макинтайр, Пэм Тиллис и The Chicks. Над песней Пирс сотрудничала с авторами Шейном МакАналли и Джошем Осборном. По словам Пирс, оба композитора питали симпатию к кантри 1990-х годов.

## Отзывы
Песня «Next Girl» получила в основном положительные отзывы критиков. Анджела Сетфано из Taste of Country высоко оценила вокальное исполнение Пирс в песне: «Благодаря её умелой подаче песня звучит как тихое предупреждение от подруги, которая встречалась с парнем, с которым вы сейчас встречаетесь». Джозеф Худак из Rolling Stone также дал песне положительную оценку: «Продюсерская работа очень простая, подчёркивающая бесстрастную речь Пирса и некоторые аппалачские звуки добро. Как и Лавлесс, Пирс — уроженец Кентукки».
Холли Глисон из American Songwriter отметила, что «Next Girl» имеет «более блестящую» и «тёплую» вокальную подачу по сравнению с «ангстом», звучавшим в её предыдущих хитах. Закари Кефарт из Country Universe поставил «Next Girl» оценку «B» в своей рецензии на песню. Кепхарт отметил, что мелодия песни могла бы быть «сильнее», чтобы соответствовать её традиционному стилю. Тем не менее, он сделал положительный вывод: «в основном она работает достаточно хорошо для того, что она есть, в результате чего получается солидная песня, которая сигнализирует об интригующем творческом повороте для Пирс».

## Музыкальное видео
Премьера клипа состоялась 25 октября 2020 года, режиссёром выступил Сет Куперсмит. Снятый полностью одним дублем, клип показывает Пирс в местном баре, где она сталкивается с нежелательными ухаживаниями со стороны мужчин-покровителей, пока она ходит туда-сюда между свиданиями с клиентами, работой официанткой и выступлением на сцене с домашней группой.

## Чарты

### Еженедельные чарты
| Чарт (2020—2021)                    | Высшая позиция |
| ----------------------------------- | -------------- |
| Канада (Billboard Canadian Hot 100) | 55             |
| Канада (Billboard Country)          | 2              |
| США (Billboard Hot 100)             | 86             |
| США (Billboard Country Airplay)     | 15             |
| США (Billboard Hot Country Songs)   | 23             |

### Годовые итоговые чарты
| Чарт (2021)                      | Позиция |
| -------------------------------- | ------- |
| US Country Airplay (Billboard)   | 46      |
| US Hot Country Songs (Billboard) | 48      |

## Сертификации
| Регион                                                                      | Сертификация | Продажи   |
| --------------------------------------------------------------------------- | ------------ | --------- |
| Канада (Music Canada)                                                       | Платиновый   | 80 000    |
| США (RIAA)                                                                  | Платиновый   | 1 000 000 |
| Данные о продажах + прослушиваниях приведены только на основе сертификации. |              |           |